# Toyota FunCruiser

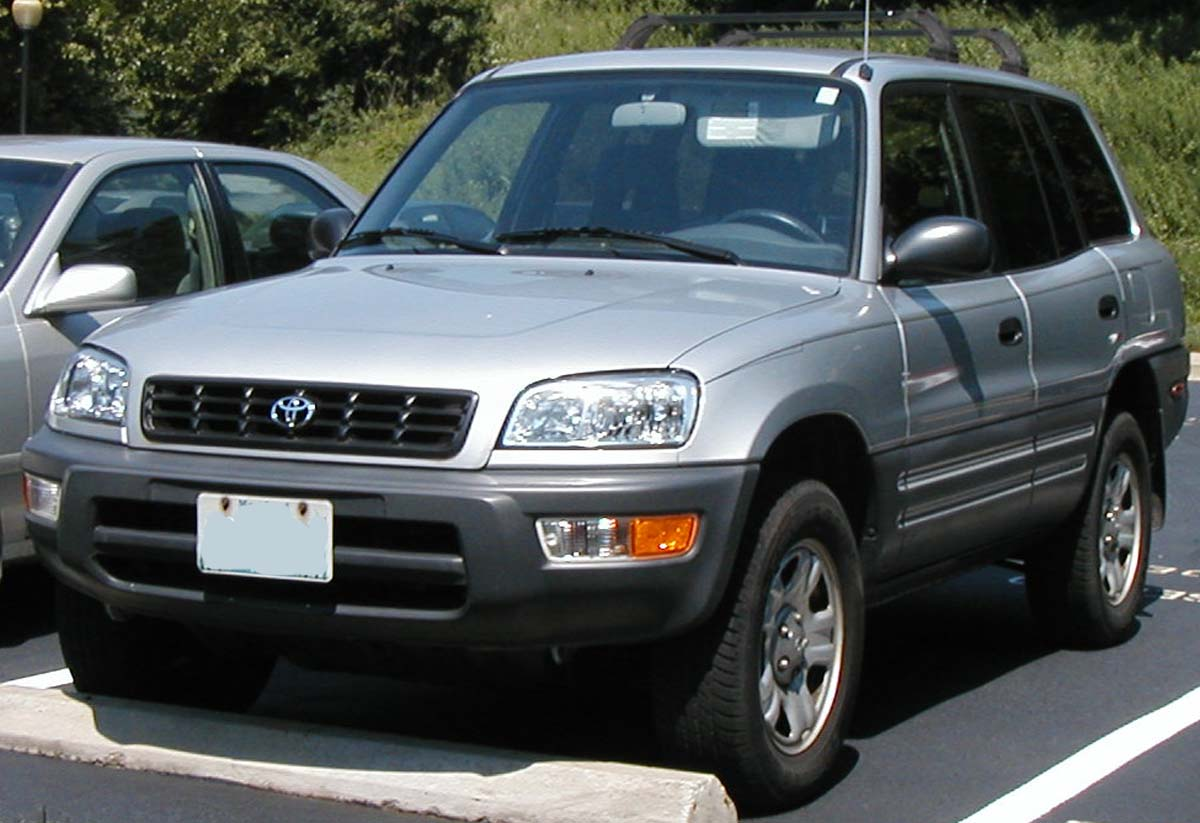
Toyota FunCruiser Wagon, facelift

De Toyota FunCruiser is een automodel van de Japanse autofabrikant Toyota. In september 1994 werd dit model geïntroduceerd in Nederland. Dit model is de eerste generatie Toyota RAV4, maar werd in Nederland verkocht als Toyota FunCruiser.
Op de Tokyo Motor Show van 1989 werd de Recreational Active Vehicle-conceptauto met vierwielaandrijving getoond. Masakatsu Nonaka was hoofdingenieur voor dit project. Aanvankelijk werd de FunCruiser alleen als tweedeurs compacte crossover SUV verkocht, en in 1996 werd een vierdeurs Wagon-variant toegevoegd. Na de modelwijziging van 1998 werd een softtop-semi-cabriolet variant geïntroduceerd.

## Aandrijving
De Toyota FunCruiser wordt aangedreven door de 1998 cc of 2,0 liter 3S-FE viercilinder benzinemotor met een maximaal vermogen van 94 kW of 128 pk bij 5400 tpm en een maximaal koppel van 178 Nm bij 4400 tpm. Alle Nederlandse modellen zijn vierwielaangedreven. Een Torsen limited slip-differentieel voor de achteras kon als dealeroptie gekozen worden, en kostte ƒ 2000,-.
De FunCruiser werd standaard geleverd met de E250F handgeschakelde transmissie met vijf versnellingen. Ook was een viertraps automatische transmissie beschikbaar.
De FunCruiser heeft een weerstandscoëfficiënt van 0,39. De topsnelheid van een handgeschakelde FunCruiser bedraagt 170 km/h, en accelereert van 0 naar 100 km/h in 10 seconden. De topsnelheid van een FunCruiser met een automatische transmissie is 166 km/h, en accelereert van 0 naar 100 km/h in 11,6 seconden.

## Uitvoeringen
De standaard FunCruiser werd verkocht als 2.0i-uitvoering en kwam standaard met getint glas rondom, uitzetbare achterramen, achterruitwisser, toerenteller, consolebox, in delen neerklapbare achterbank en stuurbekrachtiging. Daarnaast was de SR-uitvoering beschikbaar welke lichtmetalen velgen, hoogteverstelling voor het stuur, 2 sunroofs, regelbare dashboardverlichting en een elektriek-pakket dat de bediening van de buitenspiegels, achterdeurontgrendeling, raambediening en centrale deurvergrendeling van de bestuurder overneemt. Het optiepakket omvat verder ABS en airbags.

## Japan
Voor de Japanse markt was de Toyota RAV4 ook beschikbaar als Type G-uitvoering met de 1998 cc of 2,0 liter 3S-GE met een maximaal vermogen van 132 kW of 180 pk bij 6600 tpm en een maximaal koppel van 201 Nm bij 6000 tpm. In Japan waren een aantal uitvoeringen verkrijgbaar met voorwielaandrijving (E250 handgeschakelde transmissie met vijf versnellingen). Een andere uitvoering was beschikbaar waarbij de consument vrij de kleur- en materialencombinatie kon bepalen, de zogenoemde Personal Selection-uitvoering. De auto kon worden uitgevoerd met 40 carrosseriekleuren en 20 interieurdesigns.

## Verkoopaantallen
In 1994 werden wereldwijd ongeveer 53000 Toyota FunCruiser/RAV4-modellen verkocht. Dit werden er ruim 100000 in 1995 en in 1996 ongeveer 150000 modellen.
Personenauto's (leverbaar): Aygo · bZ4X · Camry · Corolla · C-HR · Highlander · Land Cruiser · Mirai · Prius · RAV4 · (GR) Supra · Yaris · Yaris Cross

Bedrijfswagens: Hilux · Proace

Niet meer leverbaar: 1000 · 2000GT · 4Runner · Auris · Avensis · Avensis Verso · Carina · Celica · Corolla Verso · Corona · Cressida · Crown · Dyna · FunCruiser · GT86 · Hiace · iQ · LiteAce · MR2 · Paseo · Picnic · Previa · Starlet · Tercel · Urban Cruiser · Verso · Verso-S · Yaris Verso